# 福島県道192号松川停車場戸ノ内線
福島県道192号松川停車場戸ノ内線（ふくしまけんどう192ごう まつかわていしゃじょうとのうちせん）は、福島県福島市内にある一般県道。

## 概要
- 始点：福島市松川町字天王原
- 終点：福島市松川町沼袋字戸ノ内
- 総延長：2.260 km[1]
  - 実延長：2.214 km
- 路線認定年月日：1959年8月31日[2]

### 道路施設
沼袋こ道橋
- 全長：48.0m
- 幅員：10.3m
- 竣工：1975年[3]

松川町沼袋字北原、字戸ノ内に位置し、国道4号福島南バイパスを渡る。

## 通過する自治体
- 福島市

## 接続・交差する路線
- 福島県道52号土湯温泉線（松川町字天王原 起点）
- 福島県道147号松川渋川線（松川町沼袋字戸ノ内）
- 国道4号福島南バイパス（松川町沼袋字戸ノ内） - 跨道橋による立体交差で直接の接続はない。
- 福島県道39号川俣安達線（松川町沼袋字戸ノ内 終点）

## 沿線
- 松川駅前郵便局
- JR東北本線松川駅
- 福島市立下川崎小学校

## その他
福島県道147号松川渋川線との交差点は、交通事故が多発している。地域のボランティアで交通安全の係を配備はしているが、防ぎきれていない。これを受け、この交差点には現在信号機が設置されている。